# Heinrich Oskar Kühner
Heinrich Oskar Kühner (* 4. Oktober 1912 in Basel; † 28. Mai 2002 ebenda) war ein Schweizer reformierter Pfarrer und Autor.

## Leben und Wirken
Kühner wuchs in Basel auf als Sohn des Kaufmanns Heinrich Kühner-Frohnmeyer (1871–1940), welcher zuvor für die Basler Mission in den Nilgiri-Bergen in Indien tätig gewesen war. Nach Schulabschluss besuchte er die Kirchliche Hochschule Bethel bei Bielefeld, studierte danach Theologie an der Universität Basel und absolvierte einen Sprachaufenthalt in London. Von 1935 bis 1936 war er Vikar in Lugano, wo er die Ordination erhielt.
Eine erste Anstellung als Pfarrer hatte Kühner bis 1941 in Reigoldswil inne, ehe er zum Leiter der reformierten Heimstätte in Gwatt berufen wurde. Von 1946 bis 1951 wirkte er wiederum als Pfarrer im Bezirk Gäu, danach bis 1964 in Oerlikon und schliesslich bis zu seiner Pensionierung 1978 an der Leonhardskirche in seiner Heimatstadt Basel.
Neben seinen Tätigkeiten als Pfarrer war Kühner während des Zweiten Weltkriegs Feldprediger und engagierte sich in den Synoden der Kantone Solothurn und Basel-Stadt. Er arbeitete zudem in der Christlich-Jüdischen Arbeitsgemeinschaft mit, die er eine Zeit lang präsidierte.
Sein Sohn Heiner Kühner (1943–1990) war ein international anerkannter Organist.

## Publikationen (Auswahl)
- Die Blauen Berge. Ein früheres Missionsfeld der Basler Mission in Indien, Basel: Missionsbuchhandlung, 1940.
- Zephanja, ausgelegt von Pfarrer Heinrich O. Kühner. Herausgegeben von: Prophezei. Schweizerisches Bibelwerk für die Gemeinde, Zürich: Zwingli-Verlag, 1943.
- Gottes Aufgebot. Eine handliche Auslegung der Zehn Gebote, Basel: Majer, 1946.
- Offene Fenster. Eine Einführung in die ökumenische Bewegung, Bern: BEG, 1946.
- Zwischen Krieg und Frieden. Drei Vorträge, Bern: Schweiz. Kreuzritter-Dienst, 1946 (mit Freddy Huguenin und Reinhold Schmälzle)
- Ein Gang durchs Alte Testament. In: Evangelischer Wegweiser, Zürich: Zwingli-Verlag, 1953.
- Christus lebt : Predigt über 1. Korinther 15,14 und 20 gehalten am 29. August 1971 in der Pauluskirche in Basel, Basel: Reinhardt Verlag, 1971.
- Wer sich auf die Bibel einlässt, muss sich unter allen Umständen auf die Juden einlassen. Wilhelm Vischer (1895–1988). In: Lamed. Zeitschrift für Kirche und Judentum, Basel: Jg. 162 (1999), Nr. 5/6, S. 31–34.